# Kit Carson (Colorado)
Kit Carson is een plaats (town) in de Amerikaanse staat Colorado en valt bestuurlijk gezien onder Cheyenne County. De plaats is vernoemd naar Kit Carson.

## Demografie
Bij de volkstelling in 2000 werd het aantal inwoners vastgesteld op 253.
In 2006 is het aantal inwoners door het United States Census Bureau geschat op 219, een daling van 34 (-13,4%).

## Geografie
Volgens het United States Census Bureau beslaat de plaats een oppervlakte van
1,4 km², geheel bestaande uit land. Kit Carson ligt op ongeveer 1306 m boven zeeniveau.

## Plaatsen in de nabije omgeving
De onderstaande figuur toont nabijgelegen plaatsen in een straal van 64 km rond Kit Carson.